# MG WA
La MG WA è un'autovettura prodotta dalla casa automobilistica Morris Garages dal 1938 al 1939.
Debuttò alla fine del 1938 con un motore da 2,6 litri ed era derivata dalla MG SA..
All'epoca era la vettura più grande che l'azienda avesse mai costruito. Sebbene simile alla SA, l'auto aveva una carreggiata posteriore più ampia che le consentiva di montare una carrozzeria più grande. 

## Descrizione
L'auto utilizzava una versione modificata del motore Morris QPHG a sei cilindri in linea con cilindrata incrementata a 2561 cm³. Il rapporto di compressione venne aumentato a 7,25:1 ed venne montato un nuovo albero motore, con una potenza di 96,5 CV (71 kW) e una velocità massima è di 136 km/h. Il cambio era un manuale a quattro velocità con la 2ª la 3ª e la 4ª sincronizzate. Il sistema frenante era affidato a quattro tamburi della Lockheed da 14 pollici azionati idraulicamente.
La carrozzeria berlina veniva prodotta internamente dalla Morris ed era a quattro porte con la tradizionale griglia MG affiancata da due grandi fari cromati. Esteticamente rispetto alla SA si distingueva per un diverso paraurti anteriore e per la ruota di scorta montata nei pressi del parafango anteriore anziché sul cofano del bagagliaio. 
La produzione si interruppe a causa dello scoppio della seconda guerra mondiale nel 1939.